# Tardor (grup musical)
Tardor és un grup de música en valencià procedent de València i l'Horta. Els seus components són David Garcia i Guzman (guitarra i veu), Àlex Martínez i Orts (veu i guitarra), Cesc Domènech i Rosell (bateria) i Tono Hurtado i Cerdà (baix i veu). El seu estil musical s'enquadra en el pop-rock alternatiu i indie.
Tardor aparegué el 2011 amb una maqueta anomenada Tardor que incloïa quatre cançons, gràcies a les quals foren nominats com a grup revelació als Premis Ovidi Montllor. Aquestes quatre cançons i set més conformarien mesos després el seu primer LP d'estudi, Revolució de l'estat latent (Mésdemil, 2012), produït per Pau Paredes. Amb aquest disc, Tardor entrà de ple i de dret al panorama musical Dos anys més tard es publicà el seu segon LP, Una ciutat invisible (Mésdemil, 2014), amb cançons més conceptuals i madures. L'àlbum va estar nominat en tres categories dels Premis Ovidi Montllor 2015 (millor disc de rock, millor videoclip i millor disseny) i a més, la cançó 'Ontario' guanyà el premi a millor cançó en valencià del 2015 que concedix la diputació de València. En març de 2016 Tardor publicà el senzill 'L'eufòria', el llançament del qual va coincidir amb la publicació d'un videoclip que aconseguí més de 20.000 reproduccions en vora 48 hores a les xarxes socials. Tardor participà a més en un disc de nadales tradicionals valencianes en clau de pop-rock editat per la Diputació de València, 'Ara ve Nadal', versionant la cançó A Betlem me'n vull anar, que tocaren en directe en la presentació del disc, el 24 de novembre de 2016.
El seu tercer disc, Patraix (Primavera d'Hivern, 2017), representa un punt d'inflexió en l'evolució de la banda. Una evolució amb vocació de trencament, una tesi renovada sobre la música i el lloc que volen ocupar en ella. En aquest LP s'incorpora al grup Yeray Calvo i Morales, membre de Novembre Elèctric, i el disc ha estat produït per Ricky Falkner, un dels productors més prestigiosos de l'Estat. L'àlbum va guanyar el premi Ovidi 2017 en la categoria de millor disc de pop.
En juliol de 2018 llancen un tema per a celebrar el centenari del València CF. Així, els membres de la banda, que es declaren valencianistes, han compost És això el que ens fa grans, un himne amb la intenció que siga transgeneracional, que no passe de moda, i que tinga lletra en valencià.
El grup posa punt final a la gira de Patraix amb un concert al barri homònim de la ciutat de València, l'11 d'octubre del 2019. Al final de l'actuació, anuncien per sorpresa el llançament d'un nou disc, El Mal Pas, i interpreten en directe el primer senzill, 'Digne de recordar'.

## Àlbums
| • Revolució de l'estat latent (2012) |
| --- |
| (Mésdemil) 1. Mirar cap endavant (02:40) 2. Vint-i-dos (03:07) 3. Baix de l'aigua (03:40) 4. Canvis que no esperavem (03:06) 5. Creuarem la ciutat (03:02) 6. Espiral de silenci (02:42) 7. LYS/MAD (02:52) 8. Quan abril acabe (03:40) 9. La plaça dels herois (03:25) 10. Dubtes (04:20) 11. Bona nit i bona sort (05:41) |

| • Una ciutat invisible (2014) |
| --- |
| (Mésdemil) 1. Sena (04:13) 2. La pols (03:32) 3. Ontario (03:58) 4. Vint-i-set (04:21) 5. Abans no se'ns mengen els lleons (05:04) 6. L'excepció (03:55) 7. Triangle (03:56) 8. La cançó de Paul i Joanne (03:29) 9. Energia (03:22) 10. La conjectura Twombly (03:36) 11. Carta a mi mateix (04:20) |

| • Patraix (2017) |
| --- |
| (Primavera d'Hivern) 1. Patraix (03:54) 2. Vull que comprem una casa (03:43) 3. La Corda (04:41) 4. Marjal (03:48) 5. Nevar a València (03:51) 6. Catamarà (04:25) 7. Vint-i-huit (03:03) 8. La clau de tot (04:14) 9. La llum incondicional (04:07) 10. El final (04:40) 11. Autoretrat (04:31) |

| • El Mal Pas (2019) |
| --- |
| (Primavera d'Hivern) 1. Vull ser com tu (5:07) 2. Tens una alegria contagiosa (3:11) 3. No necessite més (4:00) 4. Cançó de la mort (4:41) 5. Els cosins (2:43) 6. Digne de recordar (4:01) 7. Reencarnació (4:43) 8. En coalició (3:25) 9. Si no m'agrades és perquè mai somrius (3:41) 10. M. (4:25) 11. Benidorm si s'acaba el món (4:29) |

| • Veta (2021) |
| --- |
| (Acció Cultural del País Valencià / Primavera d'Hivern / Bureo Músiques) 1. Estimada Germana (Julio Bustamante) (3:46) 2. Somnis (Pinka) (3:46) 3. Samarretes Velles (Sant Gatxo) (3:45) 4. Les Joies (Les Deesses mortes) (2:22) 5. El Verd de L'Estiu (Inòpia) (3:10) 6. Cims I Abismes (Pep Laguarda) (3:42) 7. Nostàlgia de Futur (121dB) (3:18) 8. Menteta (El Trineu Tanoka) (3:16) 9. Deu de Ser Amor (Remigi Palmero) (4:14) 10. Cadència Trencada (Arthur Caravan) (2:25) 11. Cigarrets (El Corredor Polonés) (2:54) 12. La Gràcia Que Tens Quan Camines (Gener) (3:20) 13. Puff El Drac Màgic (Paco Muñoz) (3:14) |

## Senzills
| • Saudade (2013)   |
| ------------------ |
| 1. Saudade (04:41) |

| • Cursa de cavalls (2015)   |
| --------------------------- |
| 1. Cursa de cavalls (02:57) |

| • L'Eufòria (2016)   |
| -------------------- |
| 1. L'Eufòria (03:29) |

| • Nevar a València (2017)   |
| --------------------------- |
| 1. Nevar a València (03:51) |

| • Digne de recordar (2019)   |
| ---------------------------- |
| 1. Digne de recordar (04:15) |